# Pont de Miscou
Le pont de Miscou est situé dans la province canadienne du Nouveau-Brunswick. Il relie l’île de Miscou à l’île de Lamèque. Il fut inauguré en septembre 1996. Avant sa construction, il fallait prendre un traversier, qui fut en fonction de 1923 à 1996. Le traversier se déplaçait entre deux petits ports de pêche qui existent encore aujourd'hui.
Le pont est emprunté par la route 113. L’extrémité sud du pont se trouve à proximité de l’intersection entre les routes 113 et 313.